# Рибаченко Олександр Сергійович
Олекса́ндр Сергі́йович Рибаче́нко (9 жовтня 1989 — 16 квітня 2016) — старший солдат Збройних сил України, учасник російсько-української війни.

## Життєпис
Народився 1989 року в місті Гайсин (Вінницька область). 2006 року закінчив ЗОШ № 2 міста Гайсина, по тому — Вінницький коледж будівництва і архітектури Київського національного університету будівництва і архітектури. Проживав у місті Бровари (Київська область); працював в різних підприємствах й організаціях.
Як доброволець мобілізований 29 вересня 2015 року; старший солдат, навідник СПГ роти вогневої підтримки, 25-й окремий мотопіхотний батальйон «Київська Русь».
Брав участь в боях на сході України — Світлодарська дуга.
16 квітня 2016 року підірвався на протипіхотній міні в селі Троїцьке (Попаснянський район). Втратив багато крові, його евакуювали реанімобілем, двічі зупинялося серце. Помер на хірургічному столі центральної районної лікарні міста Бахмут від поранень.
19 квітня 2016 року похований у Гайсині.
Без Олександра лишились батько, брат, сестра, дружина, син 2012 р.н.

## Нагороди та вшанування
- указом Президента України № 522/2016 від 25 листопада 2016 року «за особисту мужність і високий професіоналізм, виявлені у захисті державного суверенітету та територіальної цілісності України, вірність військовій присязі» — нагороджений орденом «За мужність» III ступеня (посмертно)[1].
- 25 травня 2016 року на будівлі гайсинської загальноосвітньої школи № 2 відкрито меморіальну дошку Олександру Рибаченку.